# Paolina Borghese (Canova)
Paolina Borghese come Venere vincitrice è una scultura neoclassica di Antonio Canova, eseguita tra il 1805 e il 1808 ed esposta alla Galleria Borghese di Roma. Il gesso di questa opera viene conservato presso la Gipsoteca canoviana di Possagno.

## Storia

Robert Lefèvre, Ritratto di Paolina Bonaparte (1806); olio su tela, 65×53 cm, reggia di Versailles

Paolina Bonaparte, nata ad Ajaccio nel 1780, sorella di Napoleone I e sposa in seconde nozze del principe romano Camillo II Borghese, con il quale si era unita nel 1803. Fu proprio per celebrare il matrimonio con Paolina che Camillo Borghese commissionò l'opera a Canova nel 1804: quando la donna iniziò a posare per lo scultore aveva venticinque anni ed era all'apice del proprio splendore sociale, anche grazie al titolo di «Altezza Imperiale» assunto l'anno precedente, quando il fratello Napoleone si era proclamato Imperatore a Notre-Dame.
Per realizzare la «statua della principessa Borghese», Canova organizzò la propria bottega in modo da riservare a sé solo l'ideazione dell'opera, con il relativo studio del soggetto e delle diverse possibilità di composizione, e il momento dell'«ultima mano», dove egli conduceva la scultura a compimento apportando gli interventi finali. Le fasi progettuali intermedie furono delegate ai lavoranti della sua bottega, i quali si preoccuparono della sbozzatura del marmo. Del lavoro preparatorio relativo alla scultura ci sono rimasti quattro disegni di studio: di questi uno si impone all'attenzione perché riporta una diversa ipotesi compositiva (Paolina, infatti, solleva il braccio sinistro sulla testa), mentre un altro pure desta particolare interesse in quanto esamina il rapporto tra la Venere-Paolina, l'agrippina e il materasso.
Nel 1804 Canova «aveva lo studio di scultore a Roma in vicolo di San Giacomo in Augusta di fronte all'ospedale degli Incurabili». «Paolina Borghese lo conosceva bene, (...) Canova era invitato spesso a Palazzo Borghese. (...) Paolina maturò (...) l'idea di farsi ritrarre nuda».
Mostrandosi assai sensibile agli archetipi classici (palesi i riferimenti alla Danae di Correggio, alla Venere di Tiziano Vecellio e alla Venere dormiente di Giorgione), Canova portò a compimento l'opera nel 1808: fu regolarmente pagato da Camillo Borghese nel maggio del 1809 per la bella cifra di seimila scudi. Si racconta che Canova avesse suggerito a Paolina di essere rappresentata come la dea Diana, vergine cacciatrice, ma di fronte a questo consiglio Paolina scoppiò a ridere dicendo che se l'avessero ritratta come vergine non ci avrebbe mai creduto nessuno. L'opera fu prontamente portata nella residenza di Camillo a Torino, città dove ricopriva la carica di Governatore Generale dei Dipartimenti transalpini: l'opera suscitò rapidamente molto scalpore a causa dell'eccessiva sensualità di Paolina («Come! Avete posato così nuda davanti al Canova?» «Ma la stanza era ben riscaldata!»). Si racconta ancora come quando chiesero a Paolina se avesse davvero posato nuda davanti allo scultore, lei rispose di sì, ma che non era stato un problema in quanto Canova, sottolineò malevola, «non era un vero uomo». Le fonti non sono tuttavia sufficienti per stabilire con certezza se Paolina abbia effettivamente posato nuda oppure se fosse stato il Canova a levare le vesti al soggetto durante l'esecuzione dell'opera: il dibattito è tuttora aperto.

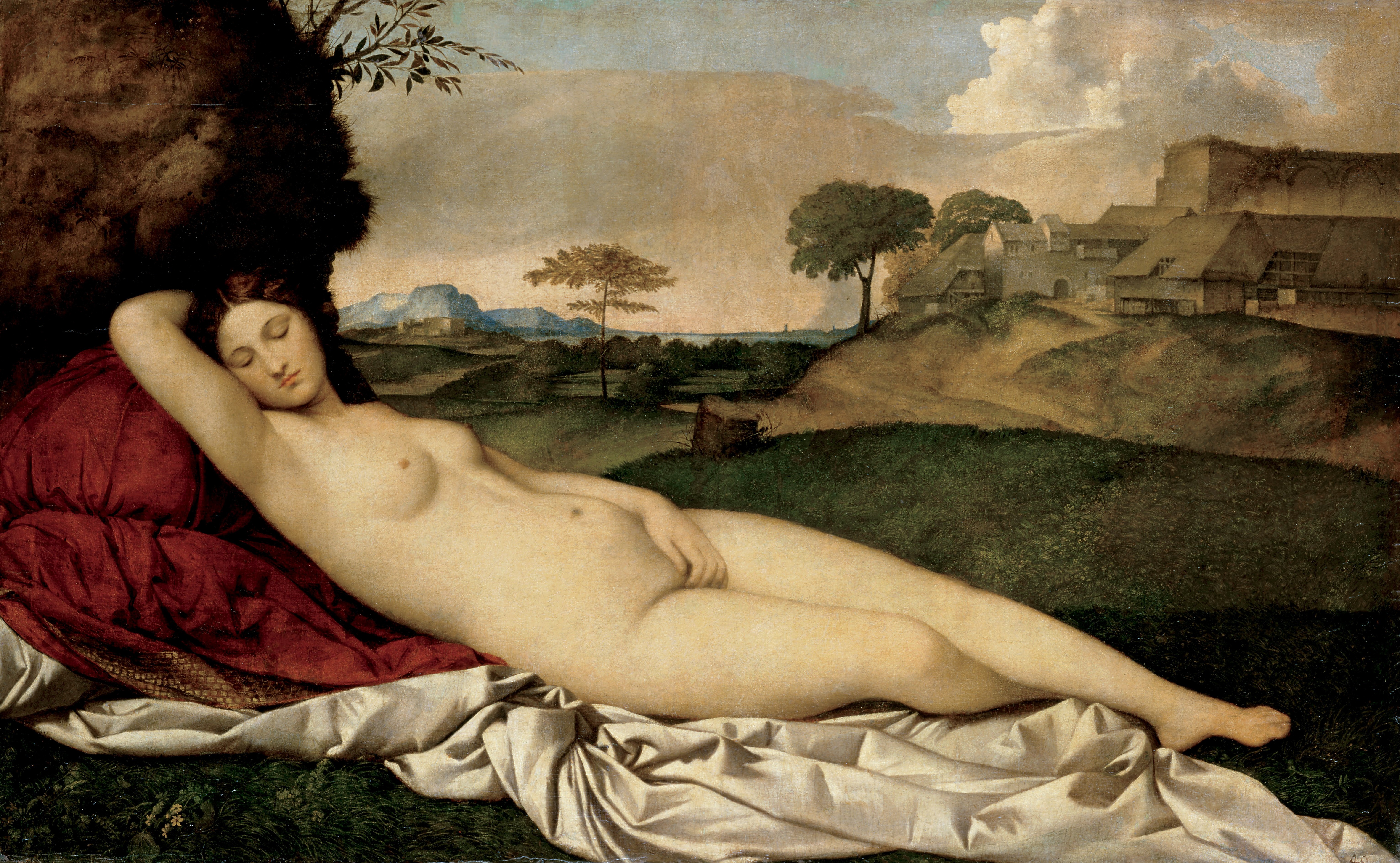
Giorgione, Venere dormiente (1507-1510 circa); olio su tela, 108,5×175 cm, Gemäldegalerie Alte Meister, Dresda

La statua, trasportata al palazzo Borghese di Campo Marzio dopo la caduta di Napoleone, rimase esposta lì sino a quando nel 1820 Camillo Borghese decise di rimuoverla e di chiuderla in una cassa. Il Principe Borghese prese questa decisione sia per far cessare l'indegno mercato degli ingressi a pagamento perpetrato dalla servitù, ma anche per mantenersi in buoni rapporti con la corte pontificia. D'altronde, dopo il tramonto dell'era napoleonica l'opera appariva totalmente decontestualizzata, sia come immagine che come simbolo: nell'esaltare la bellezza di Paolina, infatti, la scultura serviva anche a celebrare i Bonaparte, e pertanto aveva perso di coerenza dopo tutte le sventure sofferte dai napoleoni dopo Waterloo. La stessa Paolina, nel 1820, era afflitta da malattie e affanni, e non era certamente più giovane: fu anche lei, infatti, a volere la rimozione della statua, come emerge in una lettera del 22 gennaio 1818 indirizzata al marito:
L'opera giunse presso villa Borghese nel 1838. Inizialmente sistemata nella Stanza di Elena e Paride, nel 1889 la scultura trovò la sua collocazione definitiva nella sala I al piano terreno, in accordo con gli episodi narrati nei quadri della volta del soffitto con le Storie di Venere e di Enea.
Una copia in gesso della scultura è presente nella Gipsoteca canoviana di Possagno (TV). Tale copia è stata danneggiata al piede destro (più precisamente all'alluce) da un turista austriaco intento a scattare un selfie, nell'agosto del 2020. Il turista, rintracciato dai Carabinieri grazie alle immagini di sorveglianza, si è poi reso disponibile a pagare le spese per il ripristino dell'opera.

## Descrizione

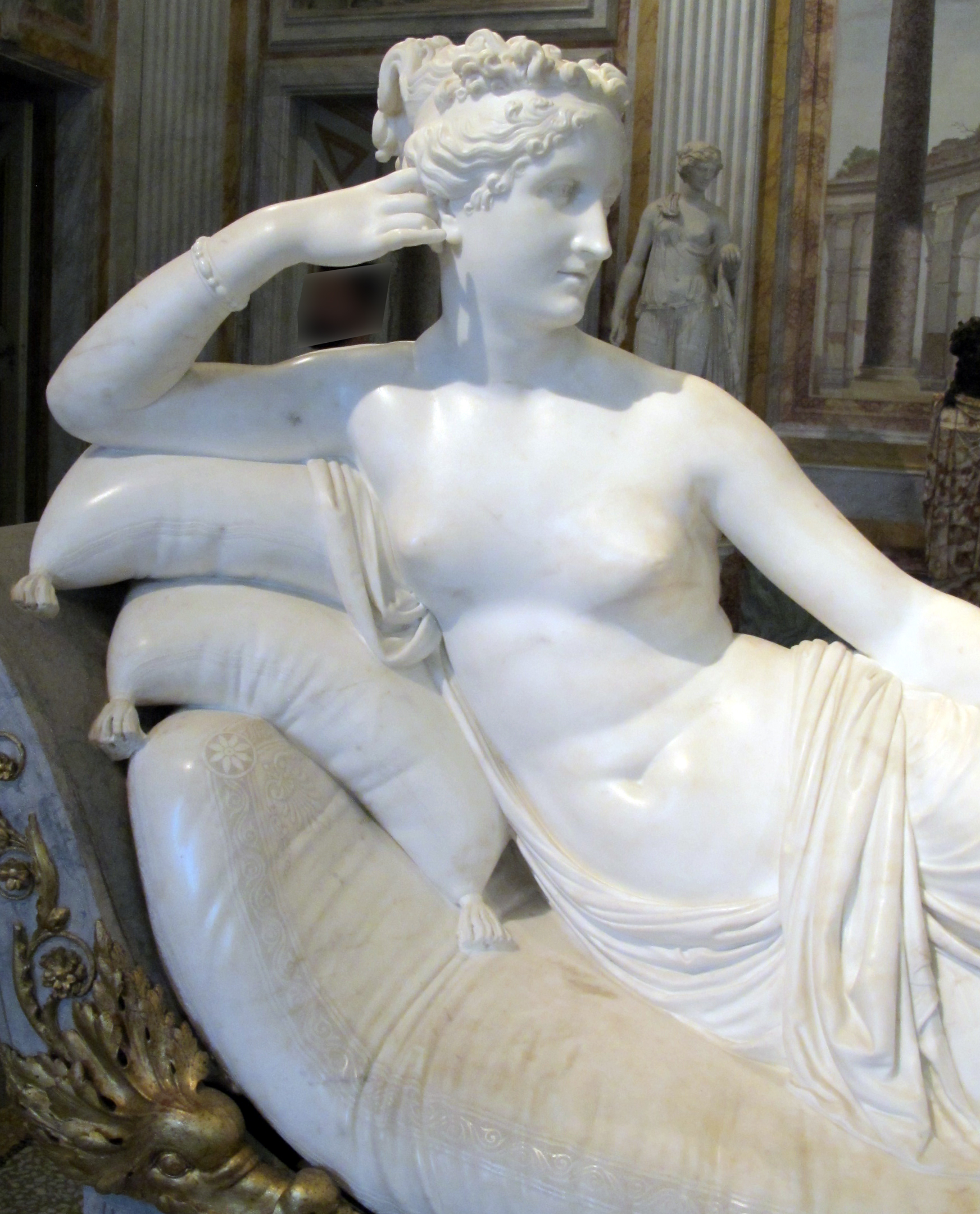
Particolare del busto di Paolina-Venere

Paolina è raffigurata nelle sembianze di una Venere vincitrice. La donna, infatti, nella mano sinistra regge una mela che evoca la vittoria di Afrodite nel giudizio di Paride: quest'ultimo, nella mitologia greca, doveva scegliere a chi tra le dee Era, Atena e Afrodite assegnare un pomo d'oro con sopra inciso «Alla più bella», e Paride lo concesse proprio alla dea dell'amore.
Paolina-Venere è languidamente semidistesa su un'agrippina, ovvero un divano fornito di un unico bracciolo, sulla quale ella appoggia il braccio destro. Il suo busto è nudo, mentre la parte inferiore del corpo è avvolta da una veste leggera che, scoprendo l'attacco dei glutei e sottolineando le pieghe dell'inguine, rende Paolina pudica e sensuale allo stesso tempo, caricando l'opera di un grande erotismo che sarebbe stato assai meno sentito se la donna fosse stata completamente svestita. Le fattezze divine e il volto idealizzato sublimano il corpo di Paolina al di fuori di ogni realtà terrena: è restituita alla dimensione umana solo grazie a una speciale patina rosa che Canova applicò sulle parti epidermiche della scultura, in modo da imitare il colore dell'incarnato e conferire all'intera opera una lieve parvenza di vita.
Dal punto di vista tecnico, invece, la statua di Paolina Borghese è caratterizzata dall'equilibrio tra le linee orizzontali e verticali - descritte dal letto - e quelle diagonali (individuate dal corpo di Paolina) e da una calibrata alternanza di pieni e vuoti. La staticità della scultura è bilanciata dalla torsione del volto di Paolina, che si presta a una visione a tre quarti; l'intera scultura è inoltre impostata su una linea fluida e sinuosa che, partendo dalle gambe di Paolina-Venere, si flette nella verticalità del suo busto.
La scultura, ad ogni modo, è impostata verso varie visuali, siccome ciascun punto di vista è in grado di regalare nuove bellezze scultoree: fu per questo motivo che Canova decise di inserire nel legno su cui poggia la statua un ingranaggio per farla ruotare, in modo tale che questa potesse essere osservata da ogni angolazione. In base alla direzione che l'opera assumeva, infatti, variava la quantità di luce che la investiva: in questo modo si determinavano giochi di luce e di ombre sempre differenti, facendo variare l'aspetto di Paolina all'infinito.